# 酷刑室

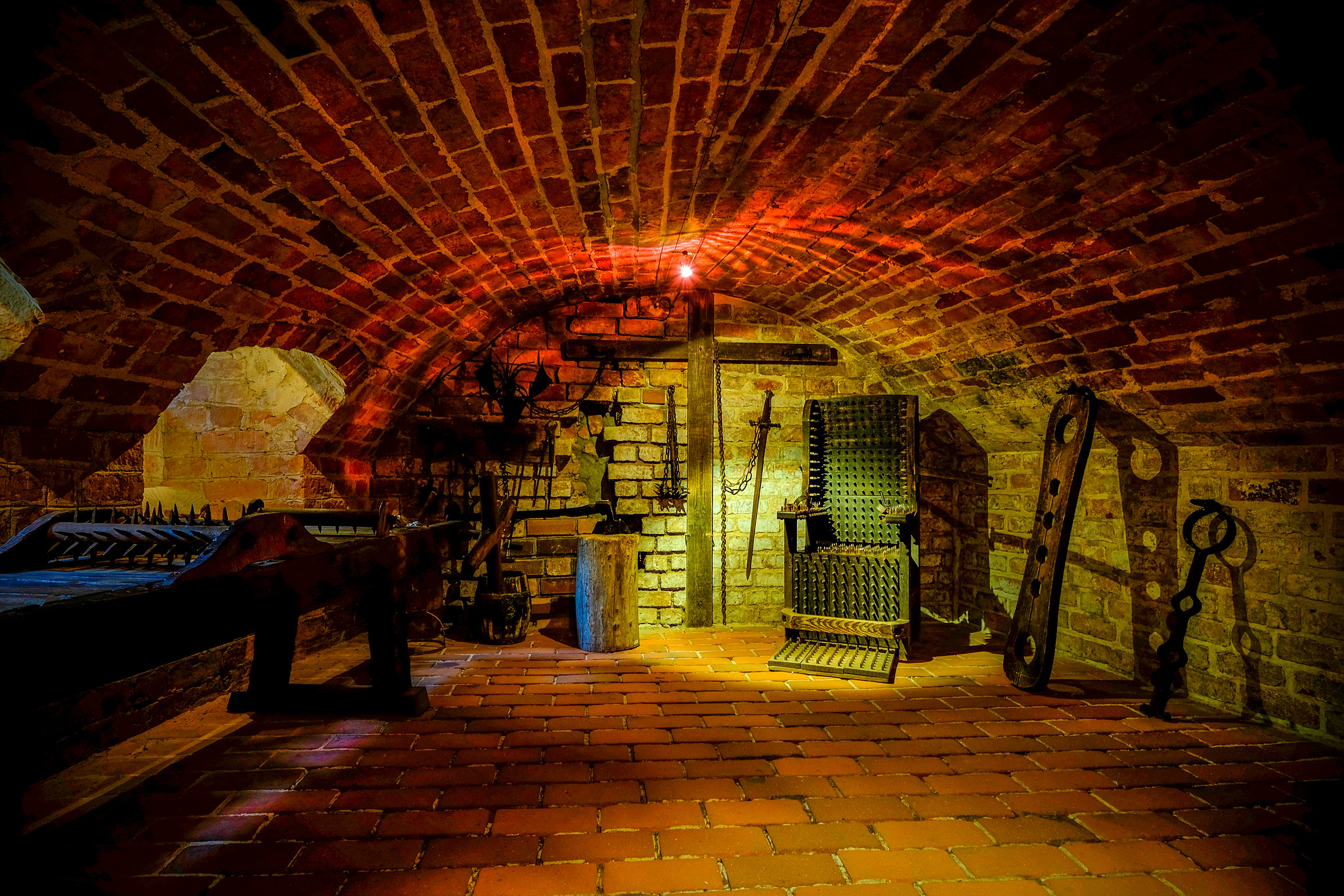

酷刑室是專門對犯人施加酷刑的房间。中世纪的刑讯室没有窗户，通常建在地下，而且刑訊人員点着几根蜡烛，這樣就能讓犯人感到“恐惧、绝望和害怕”。

## 历史
纵观历史，从古罗马时代开始，當局就把犯人關到酷刑室。中世紀後，也有不少犯人被關到酷刑室。西班牙宗教裁判所和伦敦塔裡面也有酷刑室。 